# Озерна (Вінницький район)
Озе́рна — село в Україні, у Погребищенській міській громаді Вінницького району Вінницької області. Населення становить 90 осіб.
У селі бере початок річка Безіменна, ліва притока Оріховатки.

## Історія
Під час Другої світової війни у другій половині липня 1941 року село було окуповане німецько-фашистськими військами. Червоною армією село було зайняте 28 грудня 1943 року.
12 червня 2020 року, відповідно до розпорядження Кабінету Міністрів України № 707-р «Про визначення адміністративних центрів та затвердження територій територіальних громад Вінницької області», увійшло до складу Погребищенської міської громади.
19 липня 2020 року, в результаті адміністративно-територіальної реформи та ліквідації Погребищенського району, село увійшло до складу Вінницького району.

## Населення
За даними перепису 2001 року кількість наявного населення села становила 90 осіб, із них 97,78 % зазначили рідною мову українську, 1,11 % — російську, 1,11 % — молдовську.
| Рік            | 1989 | 2001 |
| -------------- | ---- | ---- |
| Кількість осіб | 162  | 90   |